# David Nalbandian
David Nalbandian (Unquillo, 1 januari 1982) is een voormalig tennisser uit Argentinië. De naam Nalbandian is een Armeense naam van Perzische oorsprong en betekent hoefsmid. De grootvader van David Nalbandian is een immigrant uit Armenië en zijn moeder is van Italiaanse afkomst.

## Loopbaan
Nalbandian bereikte eenmaal in zijn carrière de finale in een grandslamtoernooi: in 2002 bereikte hij als een relatief onbekende de eindstrijd op Wimbledon. In die finale verloor hij van de Australiër Lleyton Hewitt. Zijn hoogste ranking was de derde plaats. Op alle grandslamtoernooien reikte hij minimaal tot de halve finale.
In 2005 won hij de finale van de Tennis Masters Cup van de wereldranglijstaanvoerder Roger Federer (6-7, 6-7, 6-2, 6-1, 7-6). Het betekende het einde van Federers recordreeks van 24 opeenvolgende gewonnen finales.
In 2012 werd Nalbandian in de finale van het ATP-toernooi van Londen, een voorbereidingstoernooi op Wimbledon, gediskwalificeerd. Nalbandian miste een bal en verloor daardoor zijn opslagbeurt, waarna hij uit frustratie een reclamebord kapotschopte. Het kapotte reclamebord raakte een lijnrechter tegen zijn onderbeen, met een snijwond tot gevolg.
Nalbandian stond bekend als een zeer veelzijdig speler en een 'shotmaker', een pure tennisser. Zijn sterkste wapens waren zijn voetenwerk en de dubbelhandige backhand langs de lijn. Puur op talent was hij in staat om, als hij in vorm was, van de allerbeste tennissers te winnen. In 2007 won hij de Masterstoernooien van Madrid en Parijs achter elkaar; hij versloeg in beide toernooien tweemaal zowel Roger Federer als Rafael Nadal, die destijds samen de tenniswereld domineerden. Nalbandian was echter niet de meest gedisciplineerde en mentaal sterkste tennisser, en kon ook niet op alle ondergronden zo goed uit de voeten als op indoor hardcourt.
Overigens versloeg Nalbandian in Madrid tevens Novak Djokovic. Dit is tot dusver de enige keer dat het een tennisser gelukt is om de zogenaamde "Grote Drie" van het mannentennis in één toernooi te verslaan.
Op 1 oktober 2013 kondigde Nalbandian zijn afscheid aan van het professionele tennis. Als belangrijkste reden hiervoor gaf hij schouderproblemen op. Hij staat bekend als een van de beste tennissers zonder grandslamtitel ooit.

## Palmares
| Legenda                       | Legenda               |
| ----------------------------- | --------------------- |
| Grand Slam                    |                       |
| Olympische Spelen             |                       |
| tot 2009                      | vanaf 2009            |
| Tennis Masters Cup            | ATP Finals            |
| ATP Masters Series            | ATP Tour Masters 1000 |
| ATP International Series Gold | ATP Tour 500          |
| ATP International Series      | ATP Tour 250          |

### Enkelspel
| Nr.                  | Datum             | Toernooi                     | Ondergrond    | Tegenstander in finale | Score                     | Details |
| -------------------- | ----------------- | ---------------------------- | ------------- | ---------------------- | ------------------------- | ------- |
| Gewonnen finales     |                   |                              |               |                        |                           |         |
| 1.                   | 14 april 2002     | ATP Estoril (1)              | Gravel        | Jarkko Nieminen        | 6-4, 7-6                  | Details |
| 2.                   | 27 oktober 2002   | ATP Bazel                    | Tapijt (i)    | Fernando González      | 6-4, 6-3, 6-2             | Details |
| 3.                   | 1 mei 2005        | ATP München                  | Gravel        | Andrei Pavel           | 6-4, 6-1                  | Details |
| 4.                   | 20 november 2005  | Tennis Masters Cup, Shanghai | Tapijt (i)    | Roger Federer          | 6-7, 6-7, 6-2, 6-1, 7-6   | Details |
| 5.                   | 7 mei 2006        | ATP Estoril (2)              | Gravel        | Nikolaj Davydenko      | 6-3, 6-4                  | Details |
| 6.                   | 21 oktober 2007   | ATP Madrid                   | Hardcourt (i) | Roger Federer          | 1-6, 6-3, 6-3             | Details |
| 7.                   | 4 november 2007   | ATP Parijs                   | Hardcourt (i) | Rafael Nadal           | 6-4, 6-0                  | Details |
| 8.                   | 24 februari 2008  | ATP Buenos Aires             | Gravel        | José Acasuso           | 3-6, 7-6, 6-4             | Details |
| 9.                   | 4 oktober 2008    | ATP Stockholm                | Hardcourt (i) | Robin Söderling        | 6-2, 5-7, 6-3             | Details |
| 10.                  | 18 januari 2009   | ATP Sydney                   | Hardcourt     | Jarkko Nieminen        | 6-3, 6-7, 6-2             | Details |
| 11.                  | 8 augustus 2010   | ATP Washington               | Hardcourt     | Marcos Baghdatis       | 6-2, 7-6                  | Details |
| Verloren finales     |                   |                              |               |                        |                           |         |
| 1.                   | 30 september 2001 | ATP Palermo                  | Gravel        | Félix Mantilla         | 6-7, 4-6                  | Details |
| 2.                   | 7 juli 2002       | Wimbledon                    | Gras          | Lleyton Hewitt         | 1-6, 3-6, 2-6             | Details |
| 3.                   | 10 augustus 2003  | ATP Montreal                 | Hardcourt     | Andy Roddick           | 1-6, 3-6                  | Details |
| 4.                   | 26 oktober 2003   | ATP Bazel (1)                | Tapijt (i)    | Guillermo Coria        | Walk-over                 | Details |
| 5.                   | 9 mei 2004        | ATP Rome                     | Gravel        | Carlos Moyá            | 3-6, 3-6, 1-6             | Details |
| 6.                   | 24 oktober 2004   | ATP Madrid                   | Hardcourt (i) | Marat Safin            | 2-6, 4-6, 3-6             | Details |
| 7.                   | 31 oktober 2004   | ATP Bazel (2)                | Tapijt (i)    | Jiří Novák             | 7-5, 3-6, 4-6, 6-1, 2-6   | Details |
| 8.                   | 25 februari 2008  | ATP Acapulco                 | Gravel        | Nicolás Almagro        | 1-6, 6-7                  | Details |
| 9.                   | 26 oktober 2008   | ATP Bazel (3)                | Tapijt (i)    | Roger Federer          | 3-6, 4-6                  | Details |
| 10.                  | 2 november 2008   | ATP Parijs                   | Tapijt (i)    | Jo-Wilfried Tsonga     | 3-6, 6-4, 4-6             | Details |
| 11.                  | 10 januari 2011   | ATP Auckland                 | Hardcourt     | David Ferrer           | 3-6, 2-6                  | Details |
| 12.                  | 17 juni 2012      | ATP Londen                   | Gras          | Marin Čilić            | 7-6, 3-4, diskwalificatie | Details |
| 13.                  | 17 februari 2013  | ATP São Paulo                | Gravel (i)    | Rafael Nadal           | 2–6, 3–6                  | details |
| Gewonnen challengers |                   |                              |               |                        |                           |         |
| 1.                   | 18 maart 2001     | Salinas                      | Hardcourt     | Ronald Agénor          | 6-4, 6-2                  |         |
| 2.                   | 11 november 2001  | Montevideo                   | Gravel        | Fernando González      | 6-2, 3-6, 6-3             |         |

### Dubbelspel
| Nr.                                   | Datum            | Toernooi         | Ondergrond | Partner          | Tegenstanders in finale       | Score         | Details |
| ------------------------------------- | ---------------- | ---------------- | ---------- | ---------------- | ----------------------------- | ------------- | ------- |
| Verloren ATP-finales heren dubbelspel |                  |                  |            |                  |                               |               |         |
| 1.                                    | 23 februari 2003 | ATP Buenos Aires | Gravel     | Lucas Arnold Ker | Mariano Hood Sebastián Prieto | 2-6, 2-6      | Details |
| Gewonnen challengers heren dubbelspel |                  |                  |            |                  |                               |               |         |
| 1.                                    | 18 maart 2001    | Salinas          | Hardcourt  | Luis Horna       | Daniel Melo Flavio Saretta    | 6-4, 0-6, 6-1 |         |

## Resultaten grandslamtoernooien
| Legenda | Legenda                          |
| ------- | -------------------------------- |
| g.t.    | geen toernooi gehouden           |
| l.c.    | lagere categorie                 |
| –       | niet deelgenomen                 |
| G       | uitgeschakeld in de groepsfase   |
| 1R      | uitgeschakeld in de eerste ronde |
| 2R      | uitgeschakeld in de tweede ronde |
| 3R      | uitgeschakeld in de derde ronde  |
| 4R      | uitgeschakeld in de vierde ronde |
| KF      | uitgeschakeld in de kwartfinale  |
| HF      | uitgeschakeld in de halve finale |
| F       | de finale verloren               |
| W       | het toernooi gewonnen            |
| w-v     | winst/verlies-balans             |

### Enkelspel
Deze gegevens zijn bijgewerkt tot en met 17 juni 2012
| Toernooi              | 2000              | 2001              | 2002              | 2003              | 2004              | 2005              | 2006              | 2007              | 2008              | 2009              | 2010              | 2011              | 2012              | w-v     |
| --------------------- | ----------------- | ----------------- | ----------------- | ----------------- | ----------------- | ----------------- | ----------------- | ----------------- | ----------------- | ----------------- | ----------------- | ----------------- | ----------------- | ------- |
| Grandslamtoernooien   |                   |                   |                   |                   |                   |                   |                   |                   |                   |                   |                   |                   |                   |         |
| Australian Open       | –                 | –                 | 2R                | KF                | KF                | KF                | HF                | 4R                | 3R                | 2R                | –                 | 2R                | 2R                | 26-10   |
| Roland Garros         | –                 | –                 | 3R                | 2R                | HF                | 4R                | HF                | 4R                | 2R                | –                 | –                 | –                 | 1R                | 20-8    |
| Wimbledon             | –                 | –                 | F                 | 4R                | –                 | KF                | 3R                | 3R                | 1R                | –                 | –                 | 3R                |                   | 19-7    |
| US Open               | –                 | 3R                | 1R                | HF                | 2R                | KF                | 2R                | 3R                | 3R                | –                 | 3R                | 3R                |                   | 21-10   |
| Winst-verlies         | 0-0               | 2-1               | 9-4               | 13-4              | 10-3              | 15-4              | 13-4              | 10-4              | 5-4               | 1-1               | 2-1               | 5-3               | 1-2               | 86-35   |
| Tennis Masters Cup    |                   |                   |                   |                   |                   |                   |                   |                   |                   |                   |                   |                   |                   |         |
| ATP World Tour Finals | –                 | –                 | –                 | G                 | –                 | W                 | HF                | –                 | –                 | –                 | –                 | –                 |                   | 6-6     |
| ATP Masters 1000      |                   |                   |                   |                   |                   |                   |                   |                   |                   |                   |                   |                   |                   |         |
| Indian Wells          | –                 | –                 | 2R                | 1R                | –                 | 4R                | 4R                | 4R                | KF                | 4R                | 2R                | –                 | KF                | 17-9    |
| Miami                 | 1R                | 1R                | 1R                | 3R                | –                 | 3R                | HF                | 3R                | 2R                | 2R                | 3R                | –                 | 2R                | 10-11   |
| Monte Carlo           | –                 | –                 | 3R                | 2R                | KF                | –                 | 3R                | 2R                | KF                | 3R                | KF                | –                 | –                 | 16-8    |
| Rome                  | –                 | –                 | 2R                | 1R                | F                 | 1R                | HF                | –                 | 2R                | –                 | –                 | –                 | 2R                | 11-7    |
| Madrid                | –                 | –                 | 3R                | –                 | F                 | HF                | HF                | W                 | 3R                | –                 | –                 | –                 | 1R                | 19-6    |
| Montreal/Toronto      | –                 | –                 | KF                | F                 | 1R                | 2R                | 1R                | 3R                | –                 | –                 | KF                | 1R                |                   | 14-8    |
| Cincinnati            | –                 | –                 | 1R                | KF                | –                 | 2R                | 2R                | 1R                | –                 | –                 | 3R                | 2R                |                   | 8-7     |
| Shanghai              | Geen Masters 1000 | Geen Masters 1000 | Geen Masters 1000 | Geen Masters 1000 | Geen Masters 1000 | Geen Masters 1000 | Geen Masters 1000 | Geen Masters 1000 | Geen Masters 1000 | –                 | –                 | 2R                |                   | 1-1     |
| Parijs                | –                 | –                 | 2R                | –                 | –                 | 2R                | –                 | W                 | F                 | –                 | 2R                | –                 |                   | 12-4    |
| Hamburg               | –                 | –                 | 1R                | HF                | 1R                | 1R                | –                 | –                 | –                 | Geen Masters 1000 | Geen Masters 1000 | Geen Masters 1000 | Geen Masters 1000 | 4-4     |
| Olympische Spelen     |                   |                   |                   |                   |                   |                   |                   |                   |                   |                   |                   |                   |                   |         |
| Olympische Spelen     | –                 | Niet gehouden     | Niet gehouden     | Niet gehouden     | –                 | Niet gehouden     | Niet gehouden     | Niet gehouden     | 3R                | Niet gehouden     | Niet gehouden     | Niet gehouden     |                   | 2-1     |
| Statistieken          |                   |                   |                   |                   |                   |                   |                   |                   |                   |                   |                   |                   |                   |         |
| titels per jaar       | 0                 | 0                 | 2                 | 0                 | 0                 | 2                 | 1                 | 2                 | 2                 | 1                 | 1                 | 0                 | 0                 | 11      |
| Totaal winst-verlies  |                   |                   |                   |                   | 34-14             | 44-19             | 44-17             | 31-18             | 44-16             | 14-7              | 28-10             | 22-12             | 20-11             | 376-181 |
| Eindejaarsranking     | 245               | 47                | 12                | 8                 | 9                 | 6                 | 8                 | 9                 | 11                | 64                | 27                | 64                |                   | n.v.t.  |

### Mannendubbelspel
| Toernooi        | 2003 | 2004 | 2005 | 2006 |
| --------------- | ---- | ---- | ---- | ---- |
| Australian Open | 1R   | –    | –    | –    |
| Roland Garros   | 1R   | –    | –    | –    |
| Wimbledon       | 2R   | –    | –    | 1R   |
| US Open         | –    | –    | –    | –    |